# Cambon-et-Salvergues
Cambon-et-Salvergues é uma comuna francesa na região administrativa de Occitânia, no departamento de Hérault. Estende-se por uma área de 50,39 km². Em 2010 a comuna tinha 49 habitantes (densidade: 1 hab./km²).